# Jordi Vilajoana
Jordi Vilajoana i Rovira (17 de septiembre de 1949, Barcelona) es un economista y político español de Convergència Democràtica de Catalunya.
Licenciado en Ciencias Económicas por la Universidad de Barcelona, fue director general de la Corporació Catalana de Ràdio y Televisió entre 1995 y 1999. Posteriormente fue consejero de Cultura de la Generalidad de Cataluña en el último gobierno de Jordi Pujol entre 1999 y 2003. En las elecciones generales de 2004 fue elegido diputado por la circunscripción electoral de Barcelona en la candidatura de Convergència i Unió, cargo que ocupó hasta 2008; en este periodo fue vicepresidente 2.º del Congreso de los Diputados. Después fue senador desde 2008 hasta 2013 por designación autonómica y portavoz de CiU en dicha cámara. Renunció al escaño al ser nombrado Secretario General de la Presidencia de la Generalidad de Cataluña en 2013.